# Thrips simulator
Thrips simulator är en insektsart som beskrevs av Nakahara 1994. Thrips simulator ingår i släktet Thrips och familjen smaltripsar. Inga underarter finns listade i Catalogue of Life.